# Habitatge a la riera Buscarons, 71-73 (Canet de Mar)
L'Habitatge a la riera Buscarons, 71-73 és un edifici de Canet de Mar (Maresme) protegit com a Bé Cultural d'Interès Local.

## Descripció
Es tracta d'un edifici entre mitgeres de planta baixa i pis. La distribució de les obertures a la façana és simètrica. A la planta baixa trobem la porta flanquejada per dues finestres. Al primer pis hi ha un balcó corregut sostingut per mènsules, amb barana de ferro i quatre portes balconeres. La coberta és plana i el coronament es compon d'una cornisa i una barana d'obra.